# عتارة (مناخة)

تعديل مصدري - تعديل

عتارة هي إحدى قرى عزلة مسار بمديرية مناخة التابعة لمحافظة صنعاء، بلغ تعداد سكانها 552 نسمة حسب تعداد اليمن لعام 2004.